# Corydalis duclouxii
Corydalis duclouxii är en vallmoväxtart som beskrevs av H. Lév. och Eugène Vaniot. Corydalis duclouxii ingår i släktet nunneörter, och familjen vallmoväxter. Inga underarter finns listade i Catalogue of Life.